# 糖坊镇
糖坊镇是中国黑龙江省哈尔滨市宾县下辖的一个镇，位于县境西北部。